# Coupe Spengler 1955
Navigation
Édition précédente Édition suivante
La Coupe Spengler 1955 est la 30e édition de la Coupe Spengler. Elle se déroule en décembre 1955 à Davos, en Suisse.

## Règlement du tournoi
Les équipes sont regroupés au sein d'un seul groupe. Les équipes jouent un match contre chacune des autres équipes. Le premier de la poule est déclaré vainqueur de la Coupe Spengler.

## Résultats des matchs et classement
| Clt   | Équipe           | PJ | V | D | N | BP | BC | Pts |
| ----- | ---------------- | -- | - | - | - | -- | -- | --- |
| +001, | Rudá hvězda Brno | 3  | 3 | 0 | 0 | 25 | 6  | 6   |
| +002, | HC Davos         | 3  | 1 | 1 | 1 | 9  | 12 | 3   |
| +003, | EV Füssen        | 3  | 1 | 2 | 0 | 10 | 20 | 2   |
| +004, | HC Milan         | 3  | 0 | 2 | 1 | 7  | 13 | 1   |

- Vainqueur de la compétition

|  | Rudá hvězda Brno | 8-3 | HC Davos |  |

|  | HC Milan | 4-6 | EV Füssen |  |

|  | HC Davos | 5-3 | EV Füssen |  |

|  | HC Milan | 2-6 | Rudá hvězda Brno |  |

|  | EV Füssen | 1-11 | Rudá hvězda Brno |  |

|  | HC Davos | 1-1 | HC Milan |  |